# Oleg Clonin
Oleg Clonin (n. 4 februarie 1988) este un fotbalist din Republica Moldova care evoluează la clubul Ceahlăul Piatra Neamț și la echipa națională de fotbal a Moldovei. El a debutat la națională în 2013, într-un meci contra naționalei Kirghiztanului.